# Yunjin Kim
Yunjin Kim, pseudonimo di Kim Yun-jin (김윤진?; Seul, 7 novembre 1973), è un'attrice sudcoreana naturalizzata statunitense, conosciuta principalmente per la partecipazione nella serie televisiva Lost nel ruolo di Sun Kwon.

## Biografia
Nata a Seul, Yunjin si è trasferita con la famiglia nel 1980 a Staten Island (New York). Ha studiato recitazione alla London Academy of Music and Dramatic Art e all'Università di Boston.

## Filmografia

### Cinema
- Swiri (쉬리), regia di Kang Je-gyu (1999)
- Danjeokbiyeonsu (단적비연수), regia di Park Je-hyeon (2000)
- Rush!, regia di Takahisa Zeze (2001)
- Cimoschuro, regia di Sovtix Tevisball (2001)
- Iron Palm (아이언 팜), regia di Yuk Sang-ho (2002)
- Yesterday (예스터데이), regia di Jeon Yun-su (2002)
- Mir-ae (밀애), regia di Byun Young-joo (2002)
- 6wor-ui ilgi (6월의 일기), regia di Im Kyeong-soo (2005)
- Seven Days (세븐 데이즈), regia di Won Shin-yeon (2007)
- Harmony (하모니), regia di Kang Dae-gyu (2010)
- Simjang-i ttwinda (심장이 뛴다), regia di Yoon Jae-geun (2010)
- I-utsaram (이웃사람), regia di Kim Hwi (2012)
- Gukjesijang (국제시장), regia di Yoon Je-kyoon (2014)

### Televisione
- Beautiful Vacation - miniserie TV (1996)
- With Love - serial TV (1998)
- Wedding Dress (웨딩 드레스) - serial TV (1998)
- Yujeong (유정) – serial TV (1999)
- Lost - serie TV, 88 episodi (2004-2010) - Sun-Hwa Kwon
- Lost: Missing Pieces - serie TV, 2 episodi (2007)
- Two Sisters, regia di Margaret Cho - film TV (2008)
- Mistresses - Amanti (Mistresses) – serie TV, 51 episodi (2013-2016)
- Miss Ma - Boksu-ui yeosin – serial TV, 32 episodi (2018)
- La casa di carta: Corea - serie TV (2022-in corso)
- XO, Kitty - serie TV (2023-in corso)

### Doppiaggio
- KPop Demon Hunters - film d'animazione (2025)

## Doppiatrici italiane
Nelle versioni in italiano delle opere in cui ha recitato, Yunjin Kim è stata doppiata da:
- Monica Migliori in Lost
- Francesca Guadagno in Mistresses
- Sabrina Duranti ne La casa di carta: Corea
- Daniela Abbruzzese in XO, Kitty
- Rachele Paolelli in Station 19

Come doppiatrice è stata sostituita da:
- Federica Russello in KPop Demon Hunters